# Faramea jasminoides
Faramea jasminoides là một loài thực vật có hoa trong họ Thiến thảo. Loài này được (Kunth) DC. mô tả khoa học đầu tiên năm 1830.